# Take the High Ground!
Take the high Ground! (br: Dá-me Tua Mão) é um filme norte-americano de 1953, dirigido por Richard Brooks, passado na guerra da Coreia.

## Sinopse
Um sargento treina, em El Paso, Texas, vários prisioneiros para entrarem em acção na Guerra da Coreia.

## Elenco
- Richard Widmark - Sgtº. Thorne Ryan
- Karl Malden - Sgtº. Laverne Holt
- Elaine Stewart - Julie Mollison
- Carleton Carpenter - Merton Tolliver
- Russ Tamblyn - Paul Jamison
- Jerome Courtland - Elvin Carey
- Steve Forrest - Lobo Naglaski
- Robert Arthur - Donald Quentin Dover IV
- Chris Warfield - Soldado
- William Hairston - Daniel Hazard
- Maurice Jara - Franklin D. No Bear
- Bert Freed - Sgtº. Vince Opperman

## Prémios e indicações
- Nomeado para o Oscar de Melhor Roteiro (original) (Millard Kaufman)